# Davor Kodžoman
Davor Kodžoman Hadžo (Zagreb, 27. siječnja 1967.) hrvatski gitarist, bas gitarist, tekstopisac, pjevač i skladatelj rock glazbe. Najpoznatiji je kao utemeljitelj alternativne skupine Patareni i srodnog projekta Buka.

## Životopis
Kodžoman je po obrazovanju inženjer elektrotehnike. U glazbi je samouk, što se očituje u njegovom neformalnom i nekonvencionalnom pristupu glazbi i promociji glazbenih uradaka. 
Skladao je ukupno petsto devedeset i sedam skladbi. Pokretač je više neformalnih punk rock skupina. Svirao je bas gitaru na dva albuma Hladnog Piva. Ovo je jedini angažman gdje je bio medijski prisutan. Inače izbjegava javnu pozornost, držeći se međunarodne nezavisne punk scene, na kojoj je aktivan dugi niz godina.
Pokrenuo je i dvije nezavisne izdavačke firme Pišanje Records i Falšanja Kol'ko'š Records preko kojih objavljuje i izdanja skupina kojih je član. Sakuplja punk rock vinilna i bootleg izdanja.
Autor je i samostalnog albuma Dojde mi da se poje(d)bem objavljenog pod imenom Prosti Fucktori. Ovaj izdvojeni projekt je nastao prilikom snimanja izdanja Tko zna - naplati a tko ne - on odere njegove skupine Patareni. Na albumu su gostovali većina članova Hladnog piva. Vokale izvode Mile Kekin, Zoran Prodanović, Davor Gobac i Sejo Sexon.
Kodžoman zauzima humorističan stav prema glazbi i prema komunikaciji s javnošću. Ne prihvaća uvriježene društvene standarde, odbacujući medijsku zastupljenost, javno eksponiranje, objavljivanje nosača zvuka preko poznatih glazbenih kuća, velike turneje, sviranje isključivo za publiku i stvaranje glazbenih hitova. Kodžoman želi biti povučeni glazbenik uključen u slabo poznatu scenu manje poznatih bendova. Više želi biti ležeran frajer a manje velika rock zvijezda.

## Diskografija

### Patareni
Albumi i singlovi
1. Deadland Massacre - 7"
2. Untalented after all these seconds - 7"
3. From Here To Eternity - Live In New Pingvinovo - 7"
4. Demo1,26-6-86 - 10"
5. Odavde nas nitko nemre sterat - CD
6. Good Bye, The Legends - 7"
7. Worth mentioning - 7"
8. I Wonder Who The Real Cannibals Are / There Can Be Only One - 10"
9. Empathy with them - it's a mockery - LP
10. Stop the war and bring the noiz - 7"
11. Za osobne potrebe odjebi - LP
12. Bob dylan is dead - 7"
13. Mi smo zapušteni dečki - 12"
14. Obrade - tribute LP
15. Več 15 godina fax se ne završava - promo 7"
16. The hammer inside - CD
17. Corrosion of humanity - 7"
18. Never healed - CD
19. Nezadovoljstvo je energija - CD
20. Tko ne pamti iznova proživljava - CD
21. Debilana sessions - CD

Zajednička izdanja
1. Patareni / Atta – Deadland massacre 7"
2. Patareni / U.B.R. - Back from the dead 7"
3. Patareni / Stres D.A. - Made in Balkan 7"
4. Patareni / Anal Cunt - Good-bye the legends 7"
5. Patareni / T.M.P. - Debilana sessions 7"
6. Patareni / Extreme Noise Terror - The split noiz ep 7"
7. Patareni / Debilana - Mi smo djeca debilane 10"
8. Patareni / Anal Cunt - I.R.C. or no reply 7"
9. Patareni / Cripple Bastards 7"
10. Patareni / Agathocles 7"
11. Patareni / Crucifix 7"
12. Patareni / Cripple Bastards 10"
13. Patareni / U.B.R. LP
14. Patareni / Starakoka masnajuha - Split porno ep 7"
15. Patareni / Burek Death Squat 7"
16. Patareni / Buka - Zbukarana Histereza Zbrda Zdola Zamijenjena Mjesta Pribrojnicima Bazične Nedovršene I Nepostojeće Pjesme Svih Tonaliteta U Falšu Basic Rehearsal Songs LP

Kompilacije
1. 1984 the 3rd doubleLP
2. Step by step 7"
3. The return of Yugoslavia LP
4. The soon [sic] of bleaurgh 7”
5. I kill what i eat CD
6. Son Of Bllleeeeaaauuurrrrgghhh! 7”
7. Obrade i melioracija tribute CD
8. A Tribute To The Patareni CDR
9. Reallity [sic] Shows Vol. 2 Cass.
10. No Fate IV 2xCD
11. Blitzkrieg Over You - A Tribute To The Ramones LP
12. Tutti-Pazzi CD
13. Network of friends-network of loosers [sic] LP
14. Un-reality 2xLP, CD
15. Revenge of the disabled VHS
16. Ni strahu VHS
17. Dokument 86 VHS

### Hladno pivo
1. G.A.D.
2. Desetka (album)

### Prosti Fucktori
1. Dojde mi da se poje(d)bem 2014.